# Proluta deflexa
Proluta deflexa là một loài bướm đêm trong họ Noctuidae.